# Cerotainia sarae
Cerotainia sarae là một loài ruồi trong họ Asilidae. Cerotainia sarae được Rueda miêu tả năm 1998. Loài này phân bố ở vùng Tân nhiệt đới.